# Cesta I. triedy 50
Die Cesta I. triedy 50 (slowakisch für ‚Straße 1. Ordnung 50‘), kurz I/50, war eine Straße 1. Ordnung in der Slowakei. Sie war mit mehr als 400 Kilometern die längste Straße dieser Kategorie in der Slowakei und durchquerte das Land vom Nordwesten nach Osten. Größere Städte, die die Straße passierte oder tangierte, waren Trenčín, Prievidza, Zvolen, Rimavská Sobota, Košice und Michalovce. Mehr oder weniger war sie Teil der Europastraßen 50, 58, 77, 571 und 572.
Per Beschluss des slowakischen Verkehrsministeriums wurde die Straße am 1. August 2015 vollständig aufgelöst und in vier andere Straßenstücke geteilt:
- Abschnitt tschechische Grenze bei Drietoma–Ladomerská Vieska wird zur neuen Straße 1. Ordnung 9
- Abschnitt Ladomerská Vieska–Šášovské Podhradie wird zum Bestandteil der existierenden Straße 1. Ordnung 65
- Abschnitt Zvolen–Košice wird zur neuen Straße 1. Ordnung 16
- Abschnitt Košice–ukrainische Grenze bei Vyšné Nemecké wird zur neuen Straße 1. Ordnung 19

Die Nummer I/50 konnte bis zum 30. Juni 2016 noch alternativ verwendet werden.